# Vrachonisída Koukkonísi
Vrachonisída Koukkonísi är en ö i Grekland.   Den ligger i prefekturen Nomós Lésvou och regionen Nordegeiska öarna, i den östra delen av landet, 250 km nordost om huvudstaden Aten.